# Dieselmotorenwerk Rostock

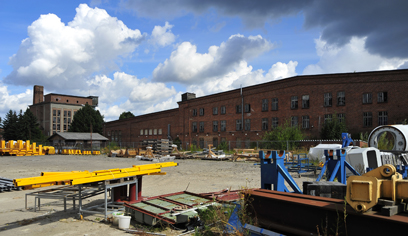
DMR 2013, links Kraftwerk

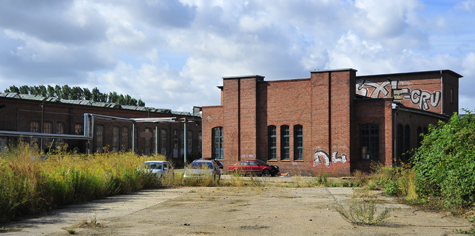
DMR 2013

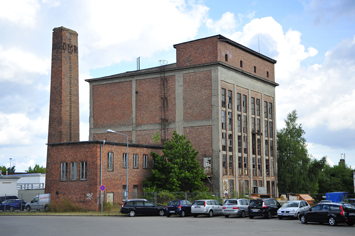
DMR, Kraftwerk 2013

Das Dieselmotorenwerk Rostock (DMR) in der Rostocker Südstadt wurde 1949 gegründet und war als Volkseigener Betrieb (VEB) ein Zulieferbetrieb für den Schiffbau der DDR im Kombinat Schiffbau.

## Geschichte
Hervorgegangen war das Unternehmen aus der 1947 gegründeten Windkraftwerke und Maschinenbau (WIMA). Neben Großdieselmotoren stellte man im DMR auch Konsumgüter her.
Nach dem Ende der DDR wurde eine Privatisierung des inzwischen in eine GmbH umgewandelte Unternehmens durch die Treuhandanstalt angestrebt. 1992 übernahm die Bremer Vulkan AG neben der Mathias-Thesen-Werft Wismar und der Volkswerft Stralsund auch  das Rostocker Dieselmotorenwerk und nannte es Dieselmotorenwerk Vulkan. Nach dem Konkurs der Vulkan 1996 war der Augsburger Dieselmotoren-Hersteller MAN an dem DMR interessiert, musste aber aus kartellrechtlichen Gründen Abstand von einem Kauf nehmen.
Seit März 1997 gehörte das Unternehmen zur Ostseebeteiligungsgesellschaft (OBG), an der die Bundesanstalt für vereinigungsbedingte Sonderaufgaben (BvS) und das Land Mecklenburg-Vorpommern im Verhältnis 51 zu 49 Prozent beteiligt waren.
1999 erwarb die Caterpillar Motoren GmbH & Co. KG Teile des Werkes. Auch die DMR-Produktionsgesellschaft fertigte neben Schiffsantrieben, Windenergieanlagen, Gas- und Dampfturbinen, sie ging 2013 in Insolvenz.

## Antriebe für folgende Schiffe bzw. Schiffstypen
- Atlantik-Supertrawler (eine Serie von Großtrawlern der Volkswerft Stralsund)
- Krake-Klasse, war die Bezeichnung der NATO für einen Typ von Minenabwehrfahrzeug der Volksmarine der DDR, Bezeichnung in der Volksmarine: MLR-Schiff (Minenlege- und Räumschiff), Projektnummer 15. Nachfolger der MLR-2000 der wurden auch als MLR-3000 bezeichnet (VEB Peene-Werft Wolgast)
- Neptun Holzfrachtschiffstyp 401 der Baureihe Hellerau (Schiffsbaureihe der Neptun-Werft in Rostock: Schiffe Hellerau, Zeulenroda, Themar, Oelsa, Karlshorst, Eisenberg)
- Frachtschiffe der Baureihe Typ VI, auch Serie Vyborg genannt (Mehrzweck-Stückgutschiffe der Warnow-Werft, Motoren: Lizenz MAN)
- Frachtschiffsserie Typ IX, auch Serie Lübbenau genannt (erstes Massengutfrachtschiffstyp der Handelsflotte der DDR, VEB Warnowwerft, Warnemünde, Motoren: Lizenz MAN)

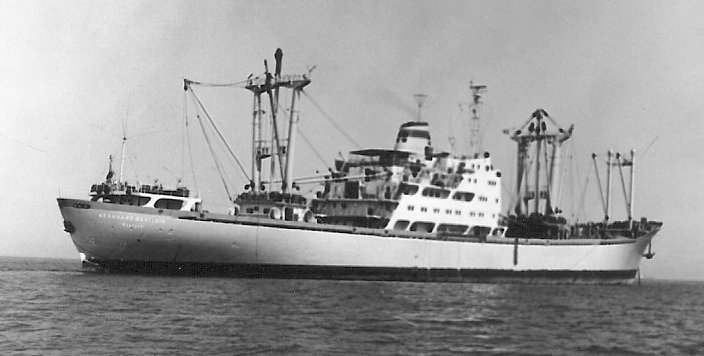
Serie Edgar André Typ X

- Frachtschiffsserie Typ X, auch Serie Edgar André genannt (Stückgutschiffstyp der Warnowwerft, Motoren: Lizenz MAN), 
 siehe auch:
  - Frachtschiff Käthe Niederkirchner (Handelsschiff der Deutschen Seereederei Rostock (DSR), der Staatsreederei der Deutschen Demokratischen Republik, das fünfte der Serie von sechzehn Schiffen vom Typ X, gebaut auf der VEB Warnow-Werft Rostock)
  - Frachtschiff Rudolf Breitscheid (Handelsschiff der Deutschen Seereederei Rostock, das Sechste einer Serie von sechzehn Schiffen vom Typ X, gebaut auf der VEB Warnow-Werft Rostock)
  - Frachtschiff Fiete Schulze (Handelsschiff der DSR, vorletztes der Serie von sechzehn Schiffen vom Typ X, gebaut auf der VEB Warnow-Werft Rostock)
- Frachtschiffsserie Typ XD, auch Serie Rostock genannt (Stückgutschiffstyp der Warnow-Werft, Motoren: Lizenz MAN)
- Fischereischiffstyp Artur Becker (Bauserie der Peene-Werft Wolgast, Hecktrawler, auch als Zubringertrawler bezeichnet) 
 siehe auch:
  - Forschungsschiff A. v. Humboldt (gebaut 1967 auf der VEB Peene-Werft in Wolgast als Trawler vom Typ Artur Becker)
- Schiffsbaureihe Typ Hansel oder Neptun Typ 451 (Mehrzweckfrachtschiffstyp der Rostocker Schiffswerft „Neptun“, drei Schiffe der Baureihe für die Deutsche Seereederei gebaut und als Holz-Containerfrachtschiff Neptun Typ 448 bezeichnet, Motoren: Lizenz MAN)
- Frachtschiffsserie Typ Monsun, auch Serie Faneos genannt, (Semicontainerschiffstyp der Warnowwerft)
- Containerschiffstyp Äquator (gemeinschaftlich vom VEB Warnowwerft und vom VEB Neptun Werft entwickelt, Motoren: Lizenz MAN)
- Frachtschiffe der Baureihe Pazifik (Mehrzweck-Stückgutschiffe der Warnow-Werft, Motoren: Lizenz MAN)
- Frachtschiffserie Ugleuralsk (erste Baureihe von Massengutschiffen der Warnowwerft in der DDR, Motoren: Lizenz MAN)
- Serie Eagle des Typs Meridian der Warnow-Werft (Baureihe von universell einsetzbaren Semicontainerschiffen, Motoren: Lizenz MAN)
- drei Baureihen des Typ Kristall (Kühlschiffe, auf der Mathias-Thesen-Werft in Wismar gebaut, Vorgänger: Polar, Motoren: Lizenz MAN)
- Frachtschiffsserie Varnemunde, auch Typ Mercator genannt (Semicontainerschiffstyp der Warnowwerft, Motoren: Lizenz MAN)
- Frachtschiffe der Baureihe Typ 17 (Mehrzweck-Stückgutschiffe der Warnow-Werft, Motoren: Lizenz MAN)
- Semicontainerschiffe Typ Passat (Bauserie der Rostocker Warnowwerft, Motoren: Lizenz Sulzer)
- Frachtschiffserie Dzhankoy (Massengutfrachtschiffstyp der Warnowwerft, Motoren: Lizenz MAN)
- Frachtschiffe des Typs MBC (Multi-Bulk-Container) der Mathias-Thesen-Werft (eisgängige kombinierte Massen-, Stückgut- und Containerfrachter, Motoren: Lizenz MAN)
- Containerschiffstyp MTW 2500, Baltic 2500 und Aker 2500, zählt zu den meistgebauten deutschen Baureihen im 2500-TEU-Segment.
- Containerschiffstyp VW 2500 (Volkswerft in Stralsund, gilt als der meistgebaute deutsche Containerschiffstyp im 2500-TEU-Segment)
- Frachtschiffe des Typs UL-ESC, Serie Dmitriy Donskoy der Warnow-Werft (eisgängige kombinierte Massen- und Stückgutfrachter mit der Möglichkeit zum Containertransport, Motoren: Lizenz MAN)
- Containerschiffstyp Warnow CS 1400 der Warnowwerft (in einer Serie von 17 Einheiten gebaut,  Motoren: Lizenz Sulzer)
- Schiffe des Typs MTW CC 1600 der MTW Schiffswerft (Containerschiffe mit drei Kränen, insgesamt 15 Einheiten, Motoren: Lizenz Sulzer)
- Frachtschiffe des Typs OBC (Ore-Bulk-Container), Serie Bella Coola der Mathias-Thesen-Werft (eisgängige kombinierte Massen-, Stückgut- und Containerfrachter, Motoren: Lizenz MAN)
- Containerschiffstyp VW 1100 der Stralsunder Volkswerft (Serie von drei Einheiten)
- Containerschiffstyp VW 1100.1 der Stralsunder Volkswerft (Serie von neun Einheiten)
- Frachtschiffe Typ Ozean (Serie von Mehrzweckfrachtern des VEB Warnowwerft Warnemünde, 35 Schiffe, Motoren: Lizenz MAN)
- Schiffe des Typs Warnow CV 2600 (Containerschiffe, auf der Kvaerner Warnow Werft, Motoren: Lizenz MAN)
- Schiffe des Typs Warnow CV 2900 (Weiterentwicklung der Schiffe des Typs Warnow CV 2600, in der Kvaerner Warnow Werft GmbH gebaut, Motoren: Lizenz MAN)
- Schiffe des Typs Warnow CV 2900mod (Weiterentwicklung der Schiffe des Typs Warnow CV 2900, von der Kvaerner Warnow Werft gebaut, Motoren: Lizenz MAN)
- Serienfrachtschiffsentwurf Flender FW 2000 kurz auch Flender 2000 der Flender-Werft (Containerschiffstyp, Variante Flender FW 2100, auch Santa-G-Schiffe bzw. Santa-F-Schiffe, Motoren: Lizenz MAN B&W)
- Fahrgastschiffe der Mikhail-Kalinin-Klasse, Motoren: Lizenz MAN

## Persönlichkeiten
Sieghard Brandstäter war von 1958 bis 1960 Technologe im DMR und begann 1979 als ordentlicher Professor für Fertigungsprozessgestaltung an der Hochschule für Seefahrt Warnemünde/Wustrow zu lehren.
Otto Neumeister war von 1964 bis 1971 als Abteilungsleiter für Forschung und Entwicklung, als Chefkonstrukteur und als Hauptabteilungsleiter Serienentwicklung am DMR tätig und anschließend von 1972 bis 1985 in unterschiedlichen Funktionen an der Ingenieurhochschule für Seefahrt Warnemünde/Wustrow (IHS) – dort zuletzt als Professor für Kolbenmaschinen.
Max Oesau begann 1952 seine Lehre zum Maschinenschlosser im DMR und war anschließend bis 1959 in diesem Beruf tätig. An der Arbeiter-und-Bauern-Fakultät legte er 1959 das Abitur ab, studierte und wurde später Dozent und Professor für Seehandelsrecht an der Ingenieurhochschule für Seefahrt Warnemünde/Wustrow (IHS) und ab 1990 an der Universität Rostock.

## Belege
1. ↑  Dieselmotorenwerk Rostock in der Deutschen Nationalbibliothek
2. ↑  Maschine + Werkzeug, Juni 2012, S. 32
3. ↑  MDR, Zeitzeuge Eberhardt Obst
4. ↑  Der Spiegel Nr. 11/92
5. ↑  Der Tagesspiegel (20. Januar 1998): DMR soll erneut privatisiert werden
6. ↑  Caterpillar Motoren GmbH in Rostock (Memento vom 27. Dezember 2013 im Internet Archive)
7. ↑  Otto Neumeister mit Bild und Kurzbiographie im Catalogus Professorum Rostochiensium.
8. ↑  Max Oesau mit Bild und Kurzbiographie im Catalogus Professorum Rostochiensium.

Koordinaten: 54° 4′ 19,1″ N, 12° 7′ 52,8″ O